# KWV

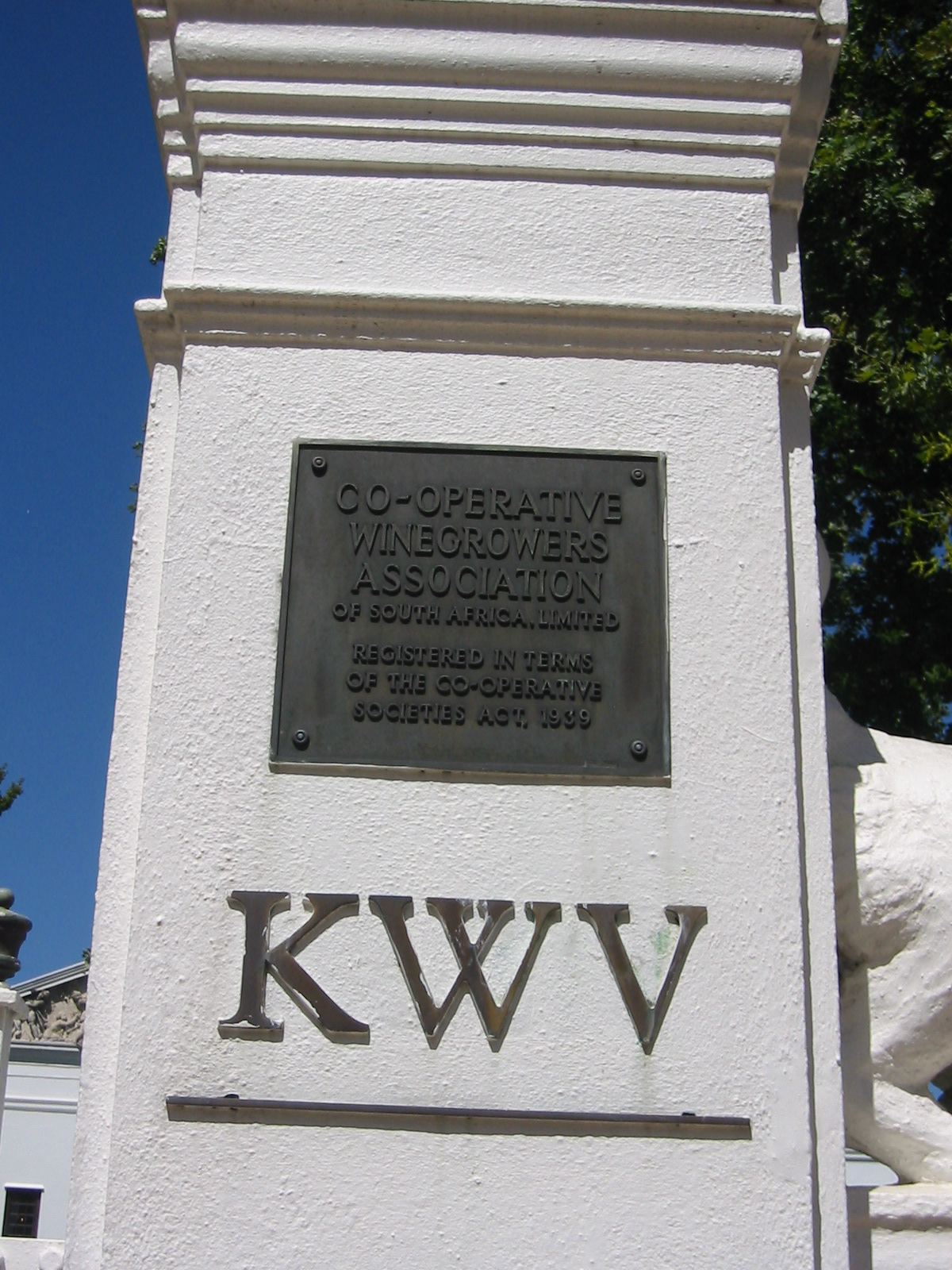
Вход в KWV

Общество с ограниченной ответственностью «Кооперативное объединение виноделов Южной Африки», африк. Koöperatieve Wijnbouwers Vereniging van Zuid-Afrika Bpkt, известное под аббревиатурой KWV — изначально винодельческий кооператив, основанный 8 января 1918 г. виноделами Западной Капской провинции в ЮАС. 2 декабря 2002 г. кооператив был преобразован в общество с ограниченной ответственностью.
На самом раннем этапе инициативу создания кооператива, контролирующего винодельческое производство в регионе, поддержал лично премьер-министр ЮАС Ян Смэтс, который провёл через парламент соответствующий законодательный акт. До начала 1990-х гг. KWV был фактическим монополистом, контролировавшим большую часть виноделия страны. После крушения режима апартеида в 1994 г. экспорт вина вырос и прежние сверхдоходы компании исчезли.
В течение многих лет продукты KWV экспортировались целиком, их было невозможно купить в ЮАР, за редкими исключениями. Например, партия старых креплёных вин, которая в 1970-е гг. вышла на южноафриканский рынок в качестве публичного жеста, была раскуплена в течение нескольких дней.
Ситуация изменилась в 2004 г., когда на местном рынке впервые появился ряд брендов данного производителя. В 2005 г. на местный рынок вышли и остальные бренды компании. В 2004 г. KWV Limited заключил соглашение с Phetogo Investments — консорциумом в рамках программы стимулирования экономической активности чернокожего населения, который приобрёл 25,1 % акций KWV Limited.
В настоящее время KWV — крупный производитель бренди. Штаб-квартира KWV и основные производственные мощности расположены в Капском винодельчееском регионе в г. Парл.